# Viggo Jensen (vægtløfter)
 Der er flere personer med dette navn, se Viggo Jensen.
Alexander Viggo Jensen (22. juni 1874 i København – 2. november 1930 sammesteds) var en dansk vægtløfter, skytte, gymnast og atletikudøver. Han blev den første danske olympiske mester ved at vinde en af vægtløftningskonkurrencerne ved OL i 1896 i Athen.

## OL i Athen 1896
Den første vægtløftningskonkurrence ved OL var disciplinen to-hånds løft i en stil, der nu hedder "stød". Viggo Jensen og Launceston Elliot fra Storbritannien og Irland stod lige med 111,5 kg, men dommerne erklærede at Jensen havde udført løftet i bedre stil og tildelte derfor ham førstepladsen. Den britiske delegation protesterede imod denne afgørelse, hvilket medførte at løfterne blev tildelt flere forsøg til at forbedre deres resultat. Det lykkedes imidlertid ikke for nogen af dem, så Viggo Jensen fik førstepladsen, men han havde småskadet sin skulder i det sidste ekstraforsøg.
Den skade hæmmede Viggo Jensens indsats i den efterfølgende konkurrence i en-hånds løft, "træk". Han kunne kun løfte 57,0 kg mod Elliots 71,0 kg, men blev trods alt nummer to i den disciplin.
Jensen deltog også i kuglestød, hvor han blev nummer fire, og i diskoskast, hvor han dog sluttede på en placering mellem nummer fem og ni(sidst).
I gymnastikkonkurrencerne havde han tilmeldt sig i rebklatring. Han nåede ikke toppen af tovet og sluttede dermed på fjerdepladsen efter de to grækere, der begge nåede toppen af det 14 m lange tov, og Fritz Hoffmann, der klatrede længere end Viggo Jensen. Men han slog Launceston Elliot.
Endelig deltog han i to konkurrencer i riffelskydning. I militærriffel blev han nummer seks med en score på 1.640 point og 30 hits på 40 skud. I fri riffel gik det endnu bedre, idet han sluttede på tredjepladsen med 1.305 point og 31 hits på 40 skud. For hver serie på 10 skud var hans score hhv. 392, 423, 280 og 210 point.

## OL i Paris 1900
Ved OL i Paris 1900 deltog Jensen i fem forskellige konkurrencer i fri riffelskydning 300 meter; i tre positions konkurrencen blev han nummer 15 individuelt og nummer fire i holdkonkurrencen, individuelt nummer 13 knæende, nummer 10 liggende og nummer 11 stående.

## Efter idrætskarrieren
Efter idrætskarrieren blev han arkitekt og arbejdede i Moskva i 1920'erne.